# Lutas nos Jogos Olímpicos de Verão de 2020 - Greco-romana até 77 kg masculino
A categoria greco-romana até 77 kg masculino das lutas nos Jogos Olímpicos de Verão de 2020 ocorreu nos dias 2 e 3 de agosto de 2021 no Makuhari Messe, em Tóquio. Um total de 15 lutadores, cada um representando um Comitê Olímpico Nacional (CON), participaram do evento.

## Qualificação
Um total de 16 vagas foram atribuídas para a categoria greco-romana até 77 kg masculino, cada um representando um CON, conforme abaixo:
- 6 pelo Campeonato Mundial de 2019;
- 2 pelo torneio qualificatório pan-americano;
- 2 pelo torneio qualificatório europeu;
- 2 pelo torneio qualificatório da África e Oceania;
- 2 pelo torneio qualificatório asiático;
- 2 pelo torneio qualificatório mundial.

## Formato
As competições de luta greco-romana consistem em um torneio de eliminação simples, com uma repescagem usada para determinar os vencedores das duas medalhas de bronze. Os dois finalistas se enfrentam pelas medalhas de ouro e prata. Cada lutador que perde para um dos dois finalistas segue para a repescagem, culminando em duas lutas pela medalha de bronze com os perdedores da semifinal, cada um enfrentando o oponente restante da repescagem de sua metade da chave.

## Calendário
Horário local (UTC+9)
| Data                | Horário | Fase            |
| ------------------- | ------- | --------------- |
| 2 de agosto de 2021 | 11:00   | Qualificatórias |
| 2 de agosto de 2021 | 18:15   | Semifinais      |
| 3 de agosto de 2021 | 11:00   | Repescagem      |
| 3 de agosto de 2021 | 19:30   | Finais          |

## Medalhistas
| Ouro   | HUN Tamás Lőrincz                    |
| Prata  | KGZ Akzhol Makhmudov                 |
| Bronze | JPN Shohei Yabiku AZE Rafig Huseynov |

## Resultados
Estes foram os resultados da competição:
Legenda
- WO — Vitória por walkover.

### Chaveamento
|  | Oitavas de final           | Oitavas de final           | Oitavas de final |  |  | Quartas de final         | Quartas de final         | Quartas de final        |   |                     | Semifinais          | Semifinais        | Semifinais |  |  | Final | Final | Final |
|  |                            |                            |                  |  |  |                          |                          |                         |   |                     |                     |                   |            |  |  |       |       |       |
|  | HUN Tamás Lőrincz          | HUN Tamás Lőrincz          | WO               |  |  |                          |                          |                         |   |                     |                     |                   |            |  |  |       |       |       |
|  | MAR Zied Ayet Ikram        | MAR Zied Ayet Ikram        |                  |  |  | HUN Tamás Lőrincz        | HUN Tamás Lőrincz        | 3                       |   |                     |                     |                   |            |  |  |       |       |       |
|  | KAZ Demeu Zhadrayev        | KAZ Demeu Zhadrayev        | 3                |  |  | JPN Shohei Yabiku        | JPN Shohei Yabiku        | 1                       |   |                     |                     |                   |            |  |  |       |       |       |
|  | JPN Shohei Yabiku          | JPN Shohei Yabiku          | 5                |  |  |                          |                          |                         |   | HUN Tamás Lőrincz   | HUN Tamás Lőrincz   | 6                 |            |  |  |       |       |       |
|  | BUL Aik Mnatsakanian       | BUL Aik Mnatsakanian       | 1                |  |  |                          | IRI Mohammad Ali Geraei  | IRI Mohammad Ali Geraei | 5 |                     |                     |                   |            |  |  |       |       |       |
|  | CRO Božo Starčević         | CRO Božo Starčević         | 3                |  |  | CRO Božo Starčević       | CRO Božo Starčević       | 5                       |   |                     |                     |                   |            |  |  |       |       |       |
|  | CUB Yosvanys Peña          | CUB Yosvanys Peña          | 3                |  |  | IRI Mohammad Ali Geraei  | IRI Mohammad Ali Geraei  | 5                       |   |                     |                     |                   |            |  |  |       |       |       |
|  | IRI Mohammad Ali Geraei    | IRI Mohammad Ali Geraei    | 7                |  |  |                          |                          |                         |   |                     | HUN Tamás Lőrincz   | HUN Tamás Lőrincz | 2          |  |  |       |       |       |
|  | ARM Karapet Chalyan        | ARM Karapet Chalyan        | 5                |  |  |                          | KGZ Akzhol Makhmudov     | KGZ Akzhol Makhmudov    | 1 |                     |                     |                   |            |  |  |       |       |       |
|  | UZB Jalgasbay Berdimuratov | UZB Jalgasbay Berdimuratov | 0                |  |  | ARM Karapet Chalyan      | ARM Karapet Chalyan      | 2                       |   |                     |                     |                   |            |  |  |       |       |       |
|  | MEX Alfonso Leyva          | MEX Alfonso Leyva          | 0                |  |  | ROC Aleksandr Chekhirkin | ROC Aleksandr Chekhirkin | 1                       |   |                     |                     |                   |            |  |  |       |       |       |
|  | ROC Aleksandr Chekhirkin   | ROC Aleksandr Chekhirkin   | 7                |  |  |                          |                          |                         |   | ARM Karapet Chalyan | ARM Karapet Chalyan | 2                 |            |  |  |       |       |       |
|  | TUN Lamjed Maafi           | TUN Lamjed Maafi           | 0                |  |  |                          | KGZ Akzhol Makhmudov     | KGZ Akzhol Makhmudov    | 6 |                     |                     |                   |            |  |  |       |       |       |
|  | KGZ Akzhol Makhmudov       | KGZ Akzhol Makhmudov       | 11               |  |  | KGZ Akzhol Makhmudov     | KGZ Akzhol Makhmudov     | 9                       |   |                     |                     |                   |            |  |  |       |       |       |
|  | AZE Rafig Huseynov         | AZE Rafig Huseynov         | 1                |  |  | AZE Rafig Huseynov       | AZE Rafig Huseynov       | 1                       |   |                     |                     |                   |            |  |  |       |       |       |
|  | SWE Alex Bjurberg Kessidis | SWE Alex Bjurberg Kessidis | 1                |  |  |                          |                          |                         |   |                     |                     |                   |            |  |  |       |       |       |

### Repescagem
|  | Repescagem          | Repescagem          | Repescagem |  | Disputa pelo bronze     | Disputa pelo bronze     | Disputa pelo bronze |  |  |  |  |
|  |                     |                     |            |  |                         |                         |                     |  |  |  |  |
|  | MAR Zied Ayet Ikram | MAR Zied Ayet Ikram |            |  | JPN Shohei Yabiku       | JPN Shohei Yabiku       | 13                  |  |  |  |  |
|  | JPN Shohei Yabiku   | JPN Shohei Yabiku   | WO         |  | IRI Mohammad Ali Geraei | IRI Mohammad Ali Geraei | 3                   |  |  |  |  |
|  |                     |                     |            |  |                         |                         |                     |  |  |  |  |
|  | TUN Lamjed Maafi    | TUN Lamjed Maafi    | 1          |  | AZE Rafig Huseynov      | AZE Rafig Huseynov      | 4                   |  |  |  |  |
|  | AZE Rafig Huseynov  | AZE Rafig Huseynov  | 11         |  | ARM Karapet Chalyan     | ARM Karapet Chalyan     | 1                   |  |  |  |  |

## Classificação final
| Pos.              | Lutador                    |
| ----------------- | -------------------------- |
| Medalha de ouro   | HUN Tamás Lőrincz          |
| Medalha de prata  | KGZ Akzhol Makhmudov       |
| Medalha de bronze | JPN Shohei Yabiku          |
| Medalha de bronze | AZE Rafig Huseynov         |
| 5                 | IRI Mohammad Ali Geraei    |
| 5                 | ARM Karapet Chalyan        |
| 7                 | ROC Aleksandr Chekhirkin   |
| 8                 | CRO Božo Starčević         |
| 9                 | KAZ Demeu Zhadrayev        |
| 10                | CUB Yosvanys Peña          |
| 11                | SWE Alex Bjurberg Kessidis |
| 12                | BUL Aik Mnatsakanian       |
| 13                | TUN Lamjed Maafi           |
| 14                | UZB Jalgasbay Berdimuratov |
| 15                | MEX Alfonso Leyva          |
| –                 | MAR Zied Ayet Ikram        |